# Craig Powell
Craig Steven Powell (Youngstown, 13 novembre 1971) è un ex giocatore di football americano statunitense che ha militato nel ruolo di linebacker nella National Football League (NFL).

## Biografia
Al college, Powell giocò a football a Ohio State. Fu scelto come 30º assoluto nel Draft NFL 1995 dai Cleveland Browns.. In seguito giocò anche per i Baltimore Ravens (1996) e i New York Jets, non mettendo mai a segno un solo tackle in quindici gare da professionista, nessuna delle quali come titolare.

## Statistiche
| Partite             | 15 |
| Partite da titolare | 0  |
| Tackle              | 0  |
| Sack                | 0  |
| Intercetti          | 0  |